# J·J·瓦特
贾斯汀·詹姆斯·瓦特（Justin James Watt，1989年3月22日—），通称J·J·瓦特（J. J. Watt），美式橄榄球防守端锋，曾为休斯敦得州人效力长达10个赛季，三度当选NFL年度最佳防守球员，并于2017年被评为《运动画刊》年度最佳体育人物（与荷西·奧圖維并列）。

## 生平
J·J·瓦特出生于威斯康星州皮沃基，父亲是消防员。他有两个弟弟，三兄弟在日后皆进入NFL打球。
J·J·瓦特在大学招募时仅获评两星，于2007年加入中密歇根大学，打近端锋位置。打了一个赛季后，他选择转学回家乡的威斯康星大学，改打自己更钟意的防守端锋位置。他在威斯康星打了两个赛季后，于2011年选择进入NFL选秀。在防守端排名联盟倒数的休斯敦得州人以第1轮第11顺位签下他以补上短板。
J·J·瓦特在2011年的新秀赛季即首发登场，得州人于当赛季首次闯入季后赛。他在得州人的前5个赛事中有3次当选NFL年度最佳防守球员。在2017年颶風哈維过后，J·J·瓦特基金会以众包的形式在12个月里筹得善款四千余万美元，以用于灾后救援和重建。他也因此善举，和休士頓太空人棒球手荷西·奧圖維一起获得了2017年《运动画刊》年度最佳体育人物。
比尔·奥布莱恩于2014年起担任得州人主教练，又于2020年起兼任球队经理。得州人在其治下进行了一系列混乱的球员交易和人事变动。2021年初更是爆出主力四分卫德肖恩·沃森和球队管理层矛盾。同年2月，J·J·瓦特要求离队。
2021年3月，J·J·瓦特签约亚利桑那红雀两年。他于2022赛季结束后退役。
J·J·瓦特在为得州人效力的10个赛季里，总计贡献了101次四分卫擒杀，以及172次攻方丢码数擒抱（tackle for loss）。在其加盟之前，得州人从未杀入季后赛，而在其效力期间，得州人10年6入季后赛（其中1年J·J·瓦特因伤缺席）。